# Weißenstein (Hagen)

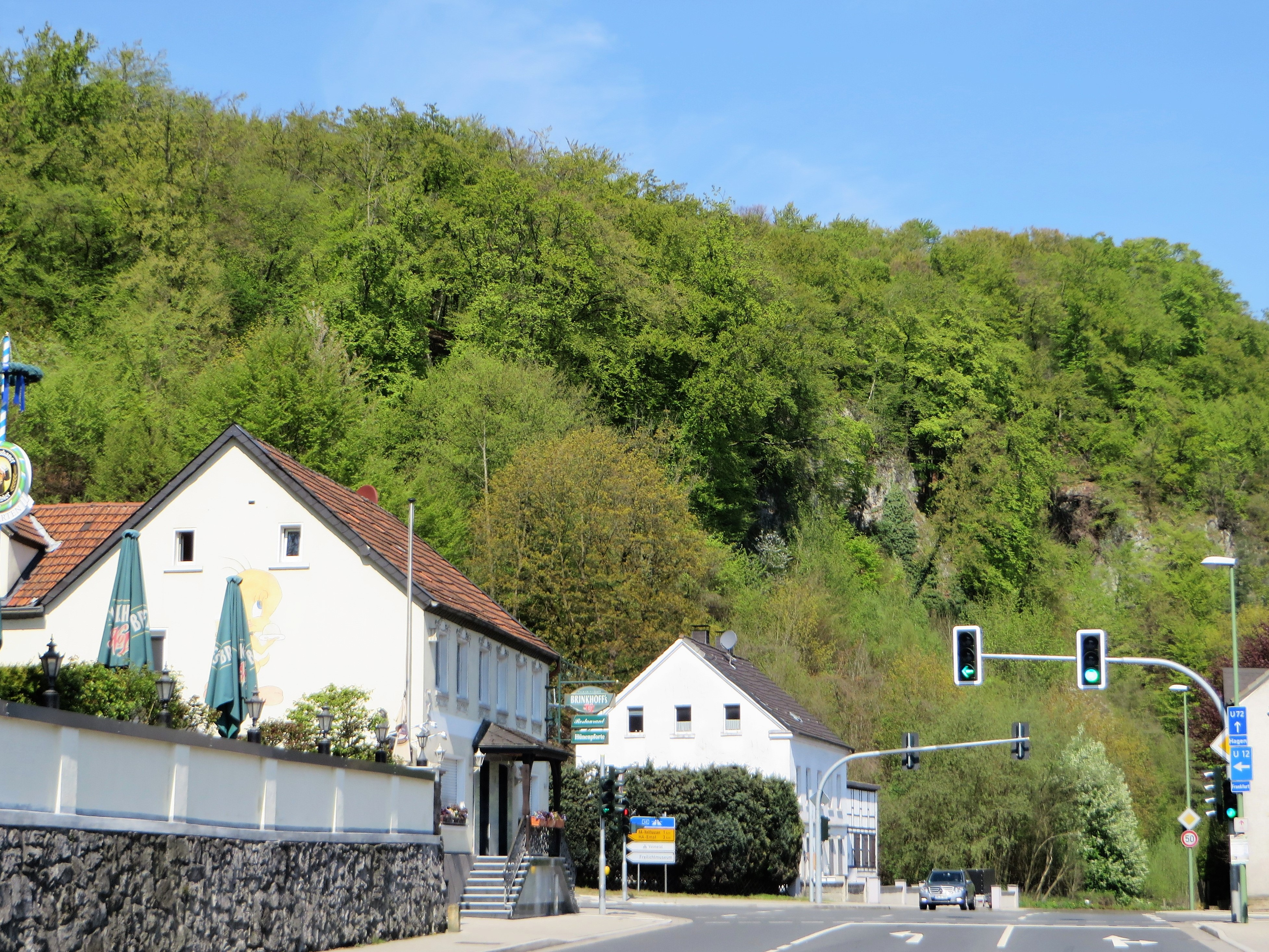
Naturschutzgebiet Weißenstein

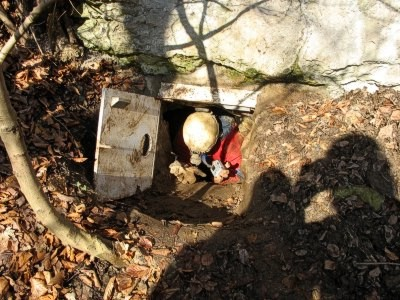
Eingang der Blätterhöhle am Weißenstein

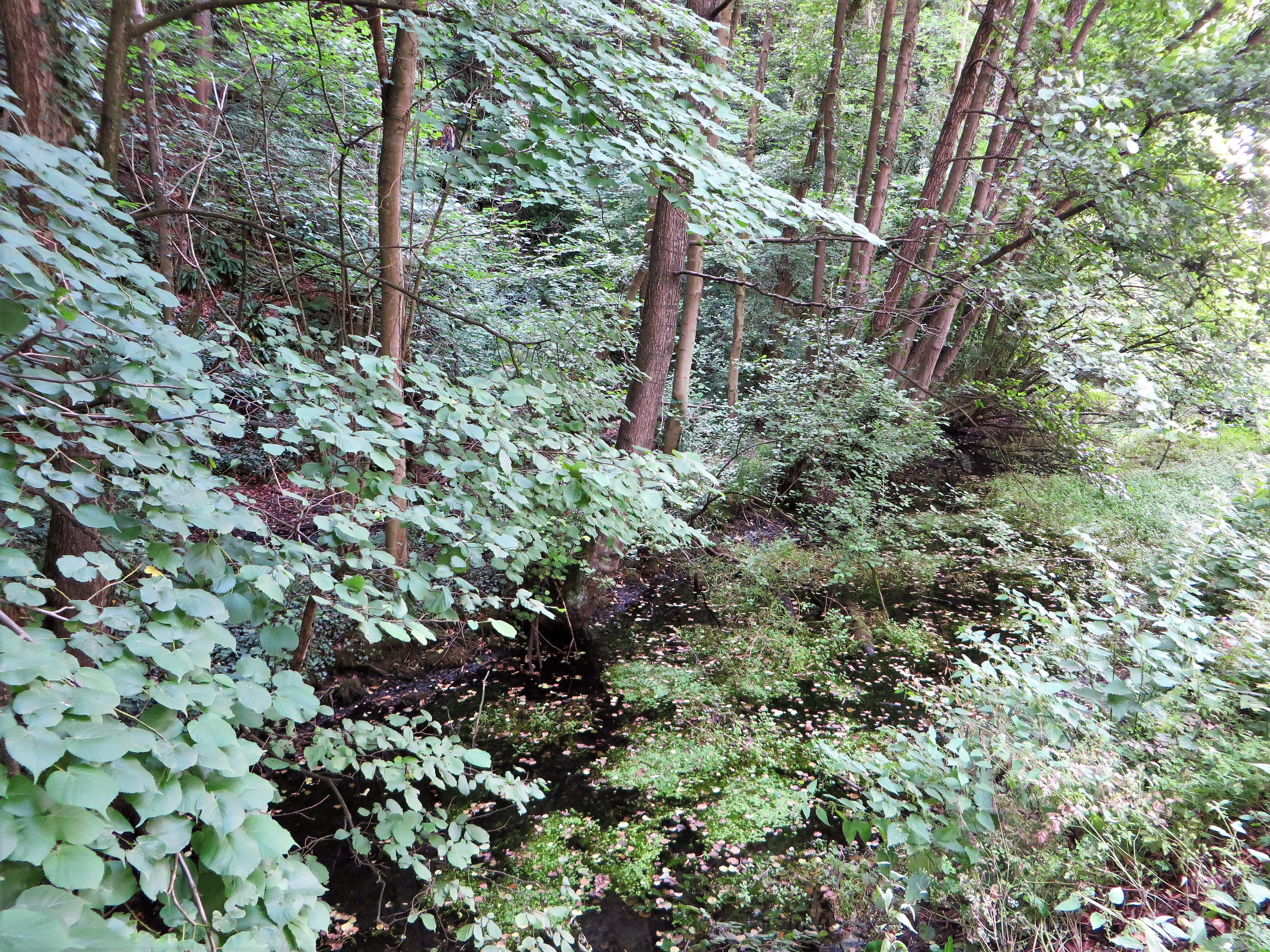
Barmer Teich am Weißenstein

Der Weißenstein im Hagener Ortsteil Holthausen ist ein markanter, über mehrere hundert Meter langgestreckter Kalkfelsen im unteren Lennetal, der eine Landmarke im mitteldevonischen Massenkalkzug bildet und Teil des Naturschutzgebiets Mastberg und Weißenstein (Nr. HA-002) ist. Direkt benachbart ist – nur durch das Holthauser Bachtal getrennt – die Hünenpforte. 
Bekannt ist der Weißenstein (1572: „Wittenstein“) auch als archäologischer Fundort, insbesondere seit der „Entdeckung“ der Blätterhöhle 2004.

## Geschichte
Bereits 1841 beschrieben die Schriftsteller Ferdinand Freiligrath und Levin Schücking in ihrem bekannten Werk „Das malerische und romantische Westphalen“ diese Gegend wie folgt: „Ein höchst romantischer Weg führt von Limburg an der Höhe, die einst die Feste Raffenberg trug, an den Felsen der Hünenpforte und des nahen Weißensteins her nach Hagen.“ Noch heute wirkt die Umgebung des Felsmassivs am „Weißenstein“ wie eine wild-romantische Landschaft, die nicht nur eine große Bedeutung für die Geologie und Archäologie, sondern auch für die Westfälische Landesgeschichte besitzt. Hier befand sich seit dem 13. Jahrhundert die in der Frühen Neuzeit mit einem Schlagbaum und zur Abschreckung von „Spitzbuben“ mit einem „Halbgalgen“ gesicherte Landesgrenze zwischen dem kurkölnischen Territorium bzw. ab 1392 der Grafschaft Mark zu der bis 1808 eigenständigen Grafschaft Limburg. Am Osthang des Weißensteins vorbei und über die damalige Landesgrenzen führte die alte Straße von Hagen über Limburg und Letmathe nach Iserlohn, die in etwa dem Verlauf der heutigen Bundesstraße 7 entspricht. Um die Hünenpforte, den Weißenstein und den Raffenberg ranken sich Sagen, Mythen und Legenden von Raubrittern, Werwölfen, Zwergen, Riesen und Weißen Frauen.
Seit dem 18. Jahrhundert wurden aus der näheren Umgebung der Blätterhöhle immer wieder bemerkenswerte prähistorische Funde bekannt. Hierzu zählen auch die 1801 durch den Elseyer Stiftsprediger Johann Friedrich Möller beschriebenen Knochen von wahrscheinlich eiszeitlichen Höhlenbären, die neun Jahre vorher bei Bauarbeiten dort entdeckt wurden. Im nahen Umkreis der Höhle liegen mehrere bedeutende Oberflächenfundplätze, wie das „Tüßfeld“ und die Lenneterrasse am „Barmer Baum“, die zahlreiche Steinartefakte und andere Fundobjekte seit der Mittleren Altsteinzeit geliefert haben. Aber auch auf dem Bergplateau des Weißensteins fanden sich zahlreiche alt- und mittelsteinzeitliche Werkzeuge.

## Naturschutz
Auf der überwiegend mit altem Niederwald bestockten und bis zu 189 m ü. NN hohen Kuppe des Weißensteins befinden sich Waldmeister-Buchenwald- und Orchideen-Buchenwald-Bestände. Am offenen Felshang sind Kalkfelsen, Karsthöhlenrelikte und Kalkmagerrasen mit Kalk-Blaugras von Bedeutung. Das Vorkommen vieler seltener und geschützter Pflanzen und Tiere war zudem ausschlaggebend für die Unterschutzstellung als Gebiet von europäischer Bedeutung im Rahmen der Natura 2000.
Am Fuße des Weißensteins, entlang der Bundesstraße 7, befindet sich mit dem Barmer Teich einer der wenigen verkarsteten Quellteiche in Europa und die einzige Vauclusequelle (siehe Fontaine-de-Vaucluse) in Westfalen. Hier kommt noch der Hirschzungenfarn vor.
Um 1800 brütete noch der Uhu am Weißenstein. Dies war der letzte Brutplatz im Gebiet der Stadt Hagen und einer von damals 31 Uhu Brutplätzen in Westfalen.

## Nutzung
Der Weißenstein wird insbesondere zur Naherholung genutzt. Durch das Gebiet verlaufen einige Wanderwege, auf denen das Naturschutzgebiet betreten werden darf. 
Die Jagd ist im Naturschutzgebiet gestattet, die forstliche Nutzung der verschiedenen Eigentümer ist eingeschränkt, unter anderem dadurch, dass keine Nadelhölzer nachgepflanzt werden dürfen und der dauerhafte Anteil von Alt- und Totholz zu erhöhen und sicherzustellen ist.